# Andrea Valcarenghi
Andrea Valcarenghi, noto anche con lo pseudonimo di Swami Deva Majid (22 febbraio 1947), è un attivista, editore e scrittore italiano.

## Biografia
Nel 1966 fonda Onda Verde, insieme a Gianfranco Sanguinetti, Antonio Pilati e Marco Maria Sigiani. L'omonimo giornale fiancheggia il movimento Beat Generation. Nel 1967 fa obiezione di coscienza politica contro il servizio militare obbligatorio e per questo sconta una pena di tre mesi nel carcere di Gaeta. Tornato a Milano, è fra i fondatori de Gli studenti della città, mensile di controinformazione del Movimento Studentesco.
Nuovamente arrestato per possesso di droga, viene condannato a sette mesi e venti giorni di reclusione. Uscito dal carcere, nel 1970, insieme a Guido Vivi, Michele L. Straniero, Gianni Emilio Simonetti, dà vita a Re Nudo, mensile di controcultura. Per dieci anni dirige il periodico che nel corso degli anni diventa un vero e proprio movimento di aggregazione giovanile. Con Re Nudo, dal 1971 al 1976, organizza ogni anno il Festival del proletariato giovanile di Re Nudo: a Ballabio, Alpe del Viceré, Zerbo e poi gli ultimi tre anni a Milano, al Parco Lambro. L'ultimo festival al Parco Lambro nel 1976 è segnato da incidenti, espropri proletari e violenze. L'anno successivo, il pop festival torna alle origini con la scelta di Guello (presso Ballabio). 

### IlMovimento del '77, il viaggio in India e la chiusura diRe Nudo
Nel contesto del Movimento del '77 e della ricerca spirituale intrapresa da molti sessantottini, Valcarenghi, insieme a Mauro Rostagno dirigente di Lotta Continua vicino a Re Nudo e al fotografo Carlo Silvestro, fondatore della Comune hippie di Terrasini, suo amico fin dal '66, compie il suo primo viaggio in India, nel gennaio '77 dove diventa neo-sannyasin di Osho Rajneesh col nome di Swami Deva Majid. È il viaggio raccontato nel suo libro Alla ricerca del D/io perduto. A seguito di questa scelta, lascia la direzione di Re Nudo agli altri redattori della rivista che prosegue la sua attività fino al 1980.

### Gli anni ottanta e il ritorno in Italia
Al suo ritorno a Milano "eredita" da Mauro Rostagno un locale, l'ex "Macondo", che diventa "Vivek", centro di meditazione, sala da tè, ristorante. Nel 1982 si trasferisce in Toscana, dove entra in una comune neo-sannyasin, "Osho Miasto", in provincia di Siena, di cui, alla morte della fondatrice, diventerà responsabile per 25 anni. Nel 1986, anno in cui è "ambasciatore" di Osho per l'Italia, sostenuto dal Partito radicale, inizia un duro confronto con il governo italiano fino all'ottenimento del visto d'ingresso in Italia per il suo maestro, documento che in un primo tempo era stato negato.
Dopo la morte di Osho, insieme ad altri autori, Majid Valcarenghi pubblica per Feltrinelli Politica e Zen, nato dal suggerimento di Osho di scrivere un manifesto ispirato alla sua visione. Il libro verrà poi ristampato per Re Nudo Edizioni con il titolo Lo zen e la manutenzione della politica; più tardi, con Ida Porta, scrive Operazione Socrate, elaborando ipotesi sul come e il perché Osho sarebbe stato avvelenato dal governo di Ronald Reagan durante il soggiorno americano.
Dal 1989 è chiamato a collaborare al settimanale satirico Cuore, su invito del fondatore e direttore del periodico, Michele Serra, che gli affida la rubrica Religione e violenze, che curerà fino al 1996, anno della chiusura delle pubblicazioni. 

### Gli anni novanta e la riapertura diRe Nudo
Nel 1996, con Giorgio Gaber, Franco Bolelli, Andrea Zingoni, Claudio Rocchi e altri riprende la pubblicazione di Re Nudo, la "rivista per la rivoluzione dell'essere" e per l'incontro Oriente e Occidente. Re Nudo è specchio della ricerca e dell'approccio alla vita di Majid: lavorare su di sé continuando a interagire con il mondo. Essere nel mondo, non del mondo. Nel primo decennio, oltre a Gaber e Luporini, collaborano altri che esprimevano la visione occidentale della ricerca, come Barbara Alberti, Luigi De Marchi, Lidia Ravera e altri. 
Fa parte della segreteria del Conacreis (Coordinamento Nazionale delle Comunità e Associazioni di Ricerca Etico-Spirituale) fin dalla sua fondazione (1998). Per il Conacreis, cura la realizzazione del Manifesto per una spiritualità laica che esprime la visione della ricerca olistica non confessionale.

### Gli anni 2000 e il cambio di sede della redazione
Nel 2005 lascia la comunità di "Osho Miasto" per vivere e lavorare vicino alla comune in modo autonomo. Nasce così "Osho Village", dove si trasferisce anche la redazione di Re Nudo, che alla fine del 2006 diventa la rivista sempre più rappresentativa delle associazioni e dei ricercatori olistici.
Nell'estate 2008, Re Nudo esce dalle edicole, diventa trimestrale e Majid Valcarenghi crea un Comitato dei Garanti, di cui fa parte anche Franco Battiato, che assume la funzione di garantire ai lettori l'autonomia della testata da ogni tipo di condizionamento economico o politico e insieme la continuità nel mantenere la linea editoriale. Nel 2019, a cinquant'anni dalla nascita della rivista, decide di chiuderne l'esperienza e apre un profilo personale su Facebook e un sito personale (majidvalcarenghi.it) dove prosegue l'attività di informazione alternativa. Nello stesso anno, per le edizioni interno 4, cura una antologia di 500 pagine dove seleziona gli articoli più rappresentativi pubblicati dal 1970 al 2019
Nel 2023 apre un secondo sito (andreavalcarenghi.it) in cui raccoglie documenti, testimonianze dirette, immagini, interventi dei vari personaggi incontrati dei cinquant'anni di vita pubblica, a partire da Onda Verde.

## Opere
- Underground: a pugno chiuso!, Roma, Arcana, 1973; Rimini, NdA Press, 2007.
- Non contate su di noi. Note critiche su movimento giovanile, violenza, politica, ideologia, sessualità, droga e misticismo, Roma, Arcana, 1977.
- Alla ricerca del d/io perduto, come Swami Deva Majid, Milano, SugarCo, 1979.
- Politica e Zen. Un nuovo manifesto, con altri, Milano, Feltrinelli, 1990. ISBN 88-07-81129-4
- Operazione Socrate, come Majid Valcarenghi, con Ida Porta, Siena, Liberation times, 1995. ISBN 88-85685-87-0
- Lo zen e la manutenzione della politica, come Majid Valcarenghi, Chiusdino, Re Nudo, 1997.